# 普洛烏奇尼采河畔貝內紹夫
普洛烏奇尼采河畔貝內紹夫（捷克語：Benešov nad Ploučnicí）是捷克的城鎮，位於該國北部，毗鄰與德國接壤的邊境，由烏斯季州負責管轄，面積9.77平方公里，海拔高度210米，2006年人口達 4,056人。

## 姐妹城市
- 德国 海德瑙[3]